# Central eléctrica de Onekaka
La central eléctrica de Onekaka (en inglés: Onekaka Power Station) es una pequeña central hidroeléctrica en el río Onekaka, en Golden Bay / Mohua, Nueva Zelanda. La primera central eléctrica en el río se construyó en 1928-29 para proporcionar energía a Onekaka Ironworks. El esquema original incluía una presa de arco de hormigón 10 m (32,8 pies) de alto, una tubería forzada de 1,25 km (0,8 mi) de largo, y una central eléctrica que contiene una turbina Pelton, con una potencia nominal de 250 kilovatios.
Después del cierre de Onekaka Ironworks, la central eléctrica permaneció en funcionamiento de 1937 a 1944, generando electricidad para el área de Golden Bay. El plan fue abandonado en la década de 1950. Un grupo de entusiastas de la hidroeléctrica local comenzó a trabajar en una reconstrucción en 1995, y formó una empresa Onekaka Energy Ltd para gestionar el redesarrollo y la operación del plan. Hasta 500 litros (132,1 galAm) por segundo serían desviado del río Onekaka, y los opositores expresaron su preocupación de que una reducción en los caudales mínimos en el río afectaría al pez nativo, el kōkopu de mandíbula corta.
El nuevo esquema utiliza la histórica presa de arco de hormigón, pero se construyó una nueva tubería forzada en la misma alineación que la original. La nueva tubería forzada se extiende 200 yd (182,9 m) más, a una nueva central eléctrica aguas abajo del sitio original. Se obtuvo un nuevo equipo generador para el proyecto a partir del rescate de dos 500 grupos hidrogeneradores auxiliares de kW que se habían utilizado originalmente en la central eléctrica de Tuai, una estación de 60 MW construida como parte del plan del lago Waikaremoana en la década de 1920. La altura hidráulica de la estación es de 200 m (656,2 pies) y la capacidad nominal de la nueva planta generadora es 940 kilovatios. Fue encargado en noviembre de 2003, y produce 3,5 GWh anualmente. La producción se vende en el mercado eléctrico de Nueva Zelanda. El plan produce entre el 10 y el 20 por ciento de la electricidad utilizada en Golden Bay.
Una característica inusual de esta central eléctrica es que se monitorea y controla remotamente mediante mensajes de texto a través de la red de telefonía celular.